# Adjinga vittata
Adjinga vittata är en skalbaggsart som beskrevs av Maurice Pic 1926. Adjinga vittata ingår i släktet Adjinga och familjen långhorningar. Inga underarter finns listade i Catalogue of Life.